# 高取 (福岡市)
高取（たかとり）は、福岡県福岡市早良区の町名。現行行政地名は、高取一丁目および高取二丁目。面積は26.67ヘクタール。2022年9月末現在の人口は6,391人。郵便番号は814-0011。

## 地理
福岡市の都心部とされる中央区天神の西南西約4.5キロメートル、早良区の北部に位置する。北で明治通りを挟んで百道及び西新と、東で西新と、南東の角で祖原と、南で鳥飼藤崎線を挟んで昭代と、西で藤崎と隣接する。

### 都市計画
都市計画に関しては、「福岡市都市計画マスタープラン」において定められた方針は次のとおりである。交通ネットワークとして都市の骨格となる明治通りの沿道は、商業、業務、サービス施設や中高層住宅などが連続した「都市軸」に位置付けられている。高取の北部は「西部広域拠点」（藤崎、西新及びシーサイドももちを合わせた地域）の一部を構成している。用途地域は、北側の明治通り（市道千代今宿線）と高取225号線及び西新1号線とに挟まれた区域並びに高取225号線及び西新1号線から30メートルの範囲は商業地域、これ以外の範囲は第一種住居地域に指定されている。

## 語源
「高取」の地名は、福岡藩の時代に御用窯であった「高取焼」の窯元（かまもと）にちなんでいる。語源としては高（たか）・崖（とり）で、原義は切り取られたような地形の山をいうとされる。。

## 人口
高取一丁目と二丁目を合わせた人口の推移を福岡市の住民基本台帳（公称町別）に基づき示す（単位：人）。集計時点は各年9月末現在である。
- 2001年（平成13年）：5,327
- 2002年（平成14年）：5,410
- 2003年（平成15年）：5,275
- 2004年（平成16年）：5,252
- 2005年（平成17年）：5,294
- 2006年（平成18年）：5,318
- 2007年（平成19年）：5,615
- 2008年（平成20年）：5,544
- 2009年（平成21年）：5,447
- 2010年（平成22年）：5,494
- 2011年（平成23年）：5,652
- 2012年（平成24年）：5,805
- 2013年（平成25年）：5,796
- 2014年（平成26年）：5,975
- 2015年（平成27年）：6,252
- 2016年（平成28年）：6,252
- 2017年（平成29年）：6,261
- 2018年（平成30年）：6,275
- 2019年（令和元年）：6,571
- 2020年（令和2年）：6,517
- 2021年（令和3年）：6,417
- 2022年（令和4年）：6,391

## 交通

### 道路
主な幹線道路は次の通り。
- 明治通り（市道千代今宿線、旧唐津街道の一部）
- 西新1号線（旧唐津街道の一部、高取商店街の全て及び藤崎通り商店街の一部[7]）
- 高取255号線（旧唐津街道の一部、藤崎通り商店街の一部）
- 高取飯倉線
- 鳥飼藤崎線

主な幹線道路の写真
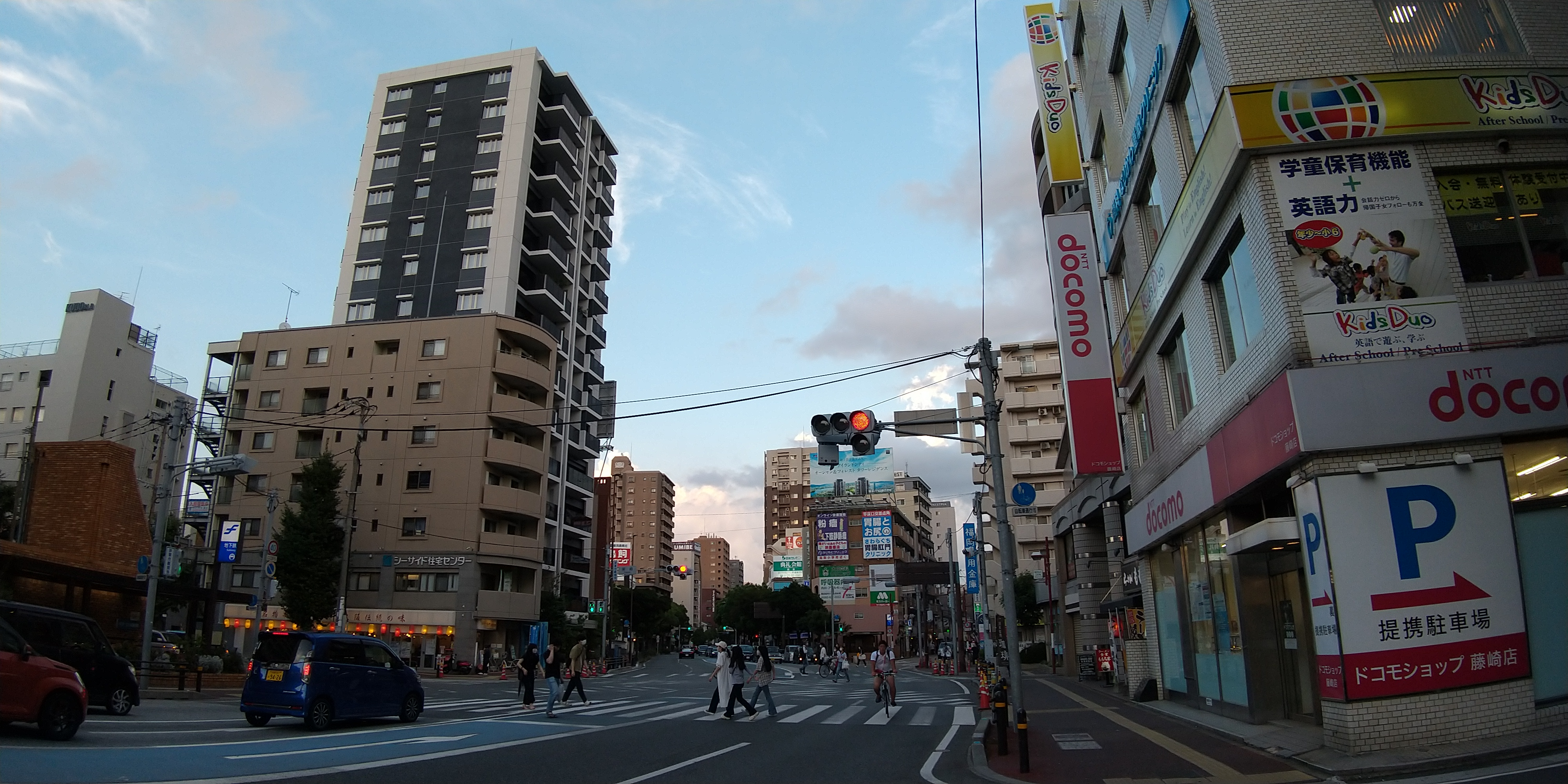
明治通り（藤崎交差点より、左：百道、右：高取）
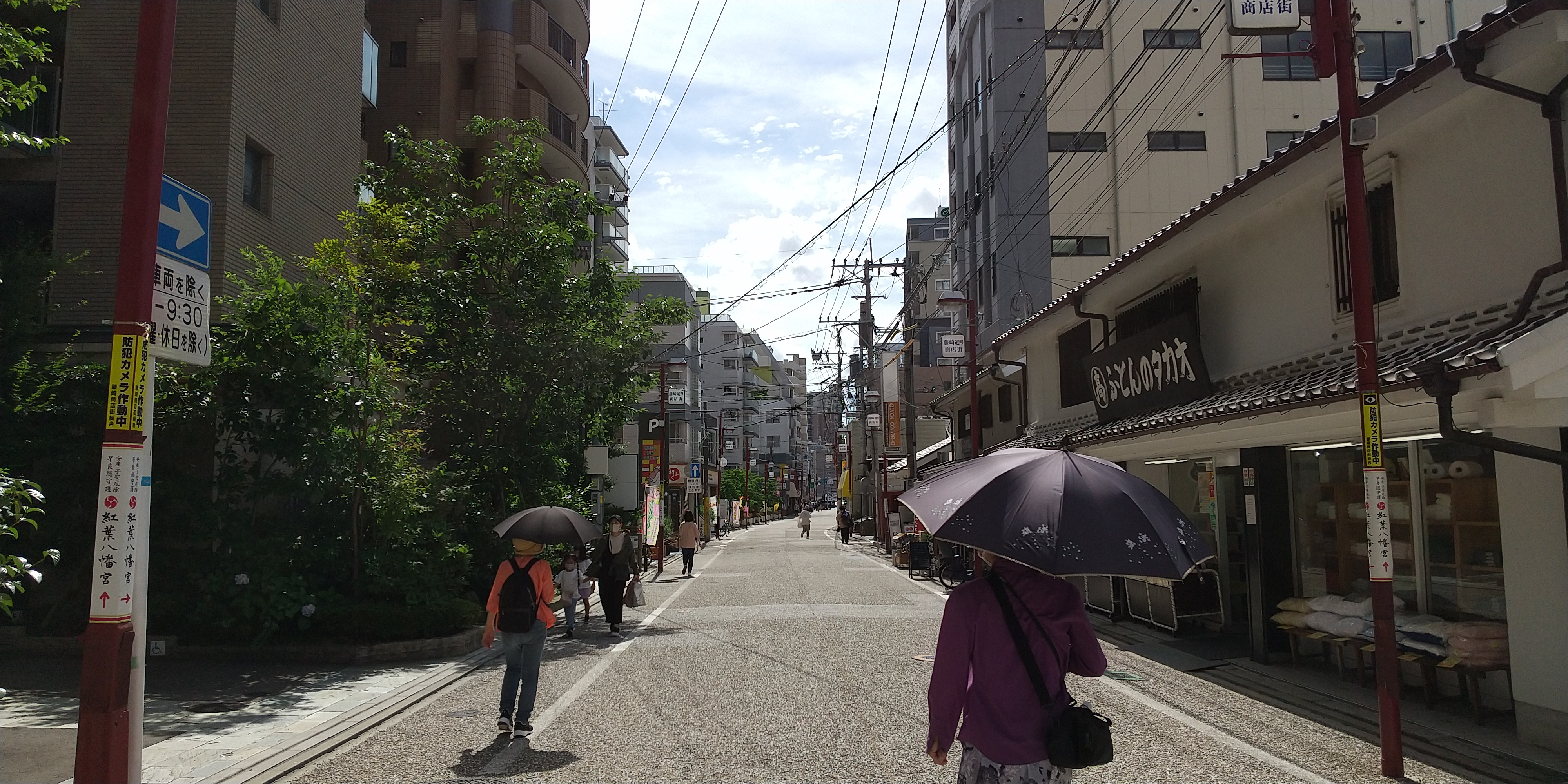
藤崎通り商店街（西新1号線及び高取255号線）
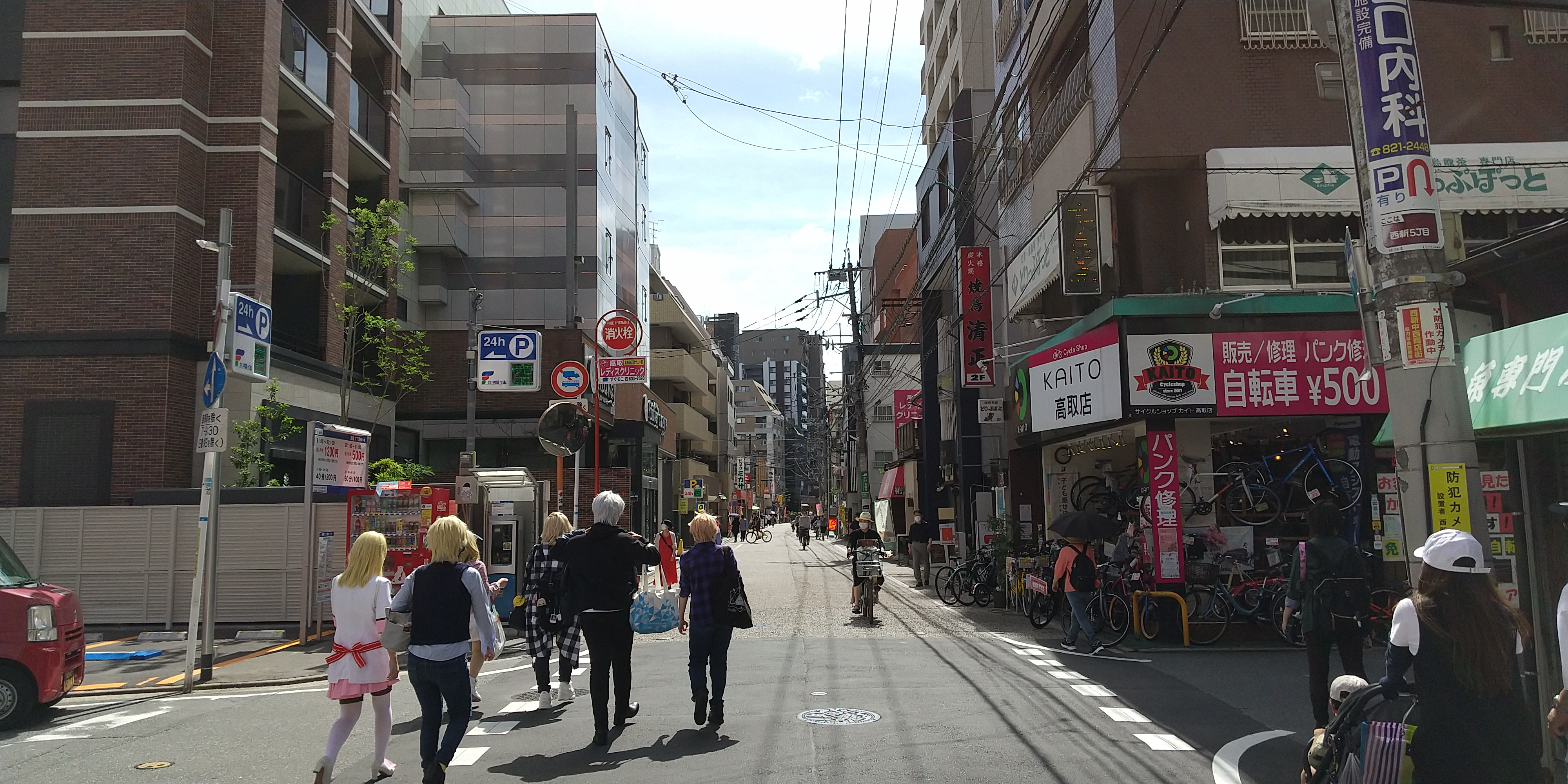
高取商店街（西新1号線）
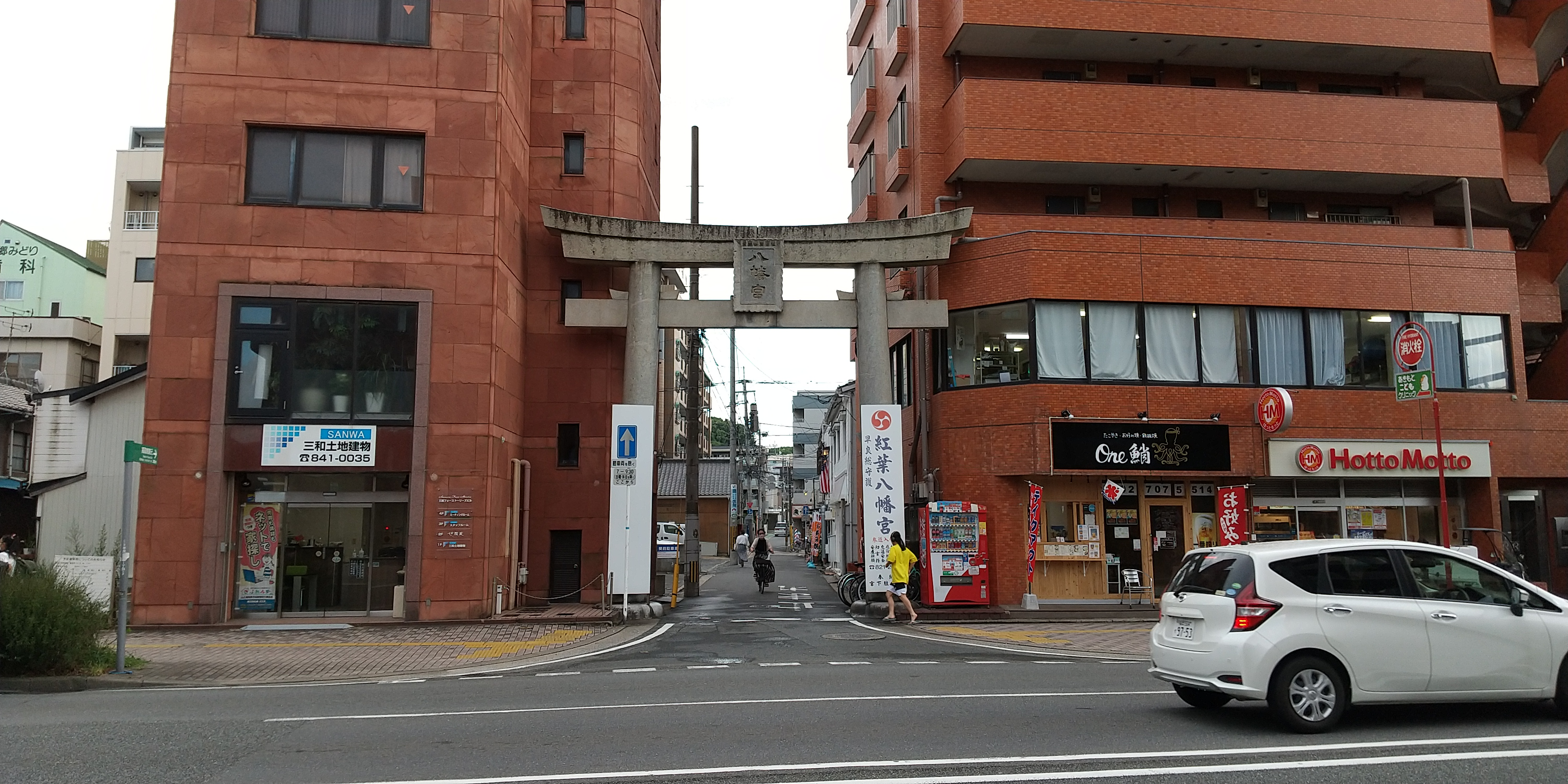
高取飯倉線（明治通りより望む。鳥居は紅葉八幡宮の本殿より北側約380メートルに立てられた境外鳥居。）
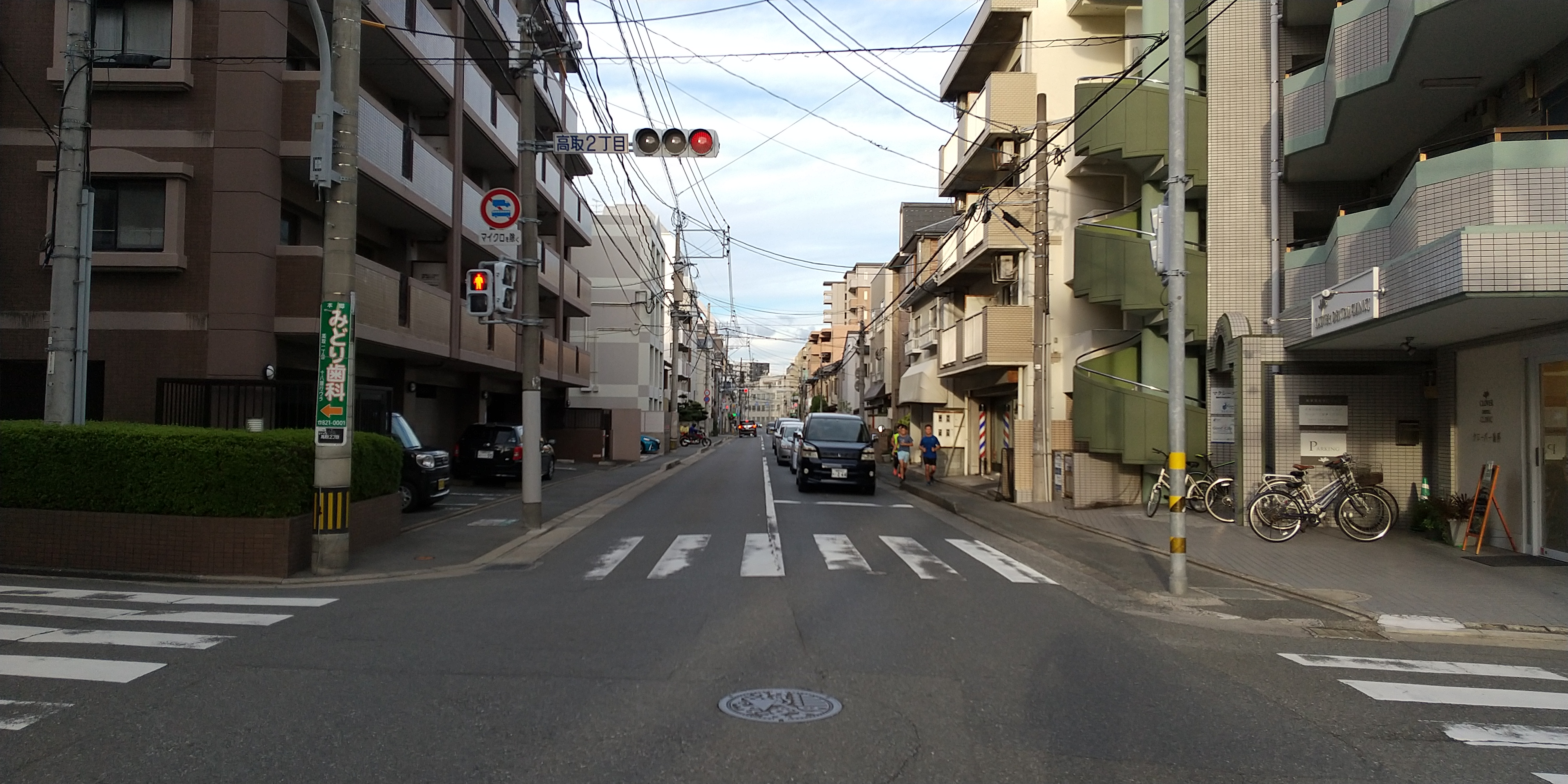
鳥飼藤崎線（高取2丁目交差点の東側、左：高取、右：昭代）
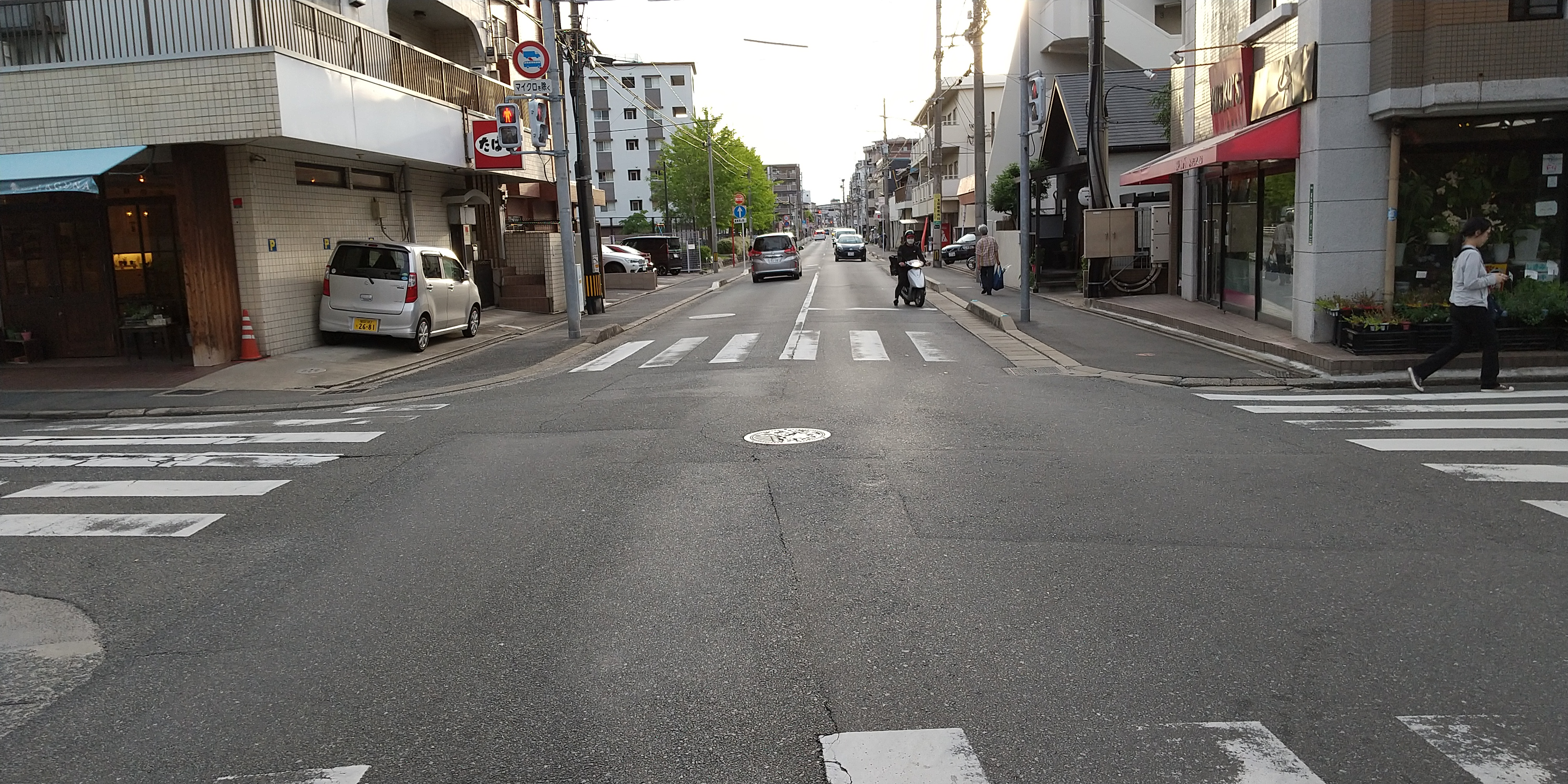
鳥飼藤崎線（高取2丁目交差点の西側、左：昭代、右：高取及び藤崎）

### 鉄道
鉄道については、福岡市交通局が運営する地下鉄が通っており、藤崎と百道にまたがる次の駅が最も近い。
- 福岡市地下鉄空港線：藤崎駅

なお、高取の東側のうち一部の地域では次の駅のほうが近い。
- 福岡市地下鉄空港線：西新駅

### バス
バスについては、西日本鉄道株式会社が運営する西鉄バスが運行しており、次の停留所等がある。
- 高取
- 防塁前

## 施設

### 公共・公益施設
- 高取公民館[注釈 1]
- 早良郵便局
- 紅葉山公園[注釈 2]
- 早良第1いきいきセンターふくおか（福岡市早良第1地域包括支援センター）[注釈 3]

公共・公益施設の写真
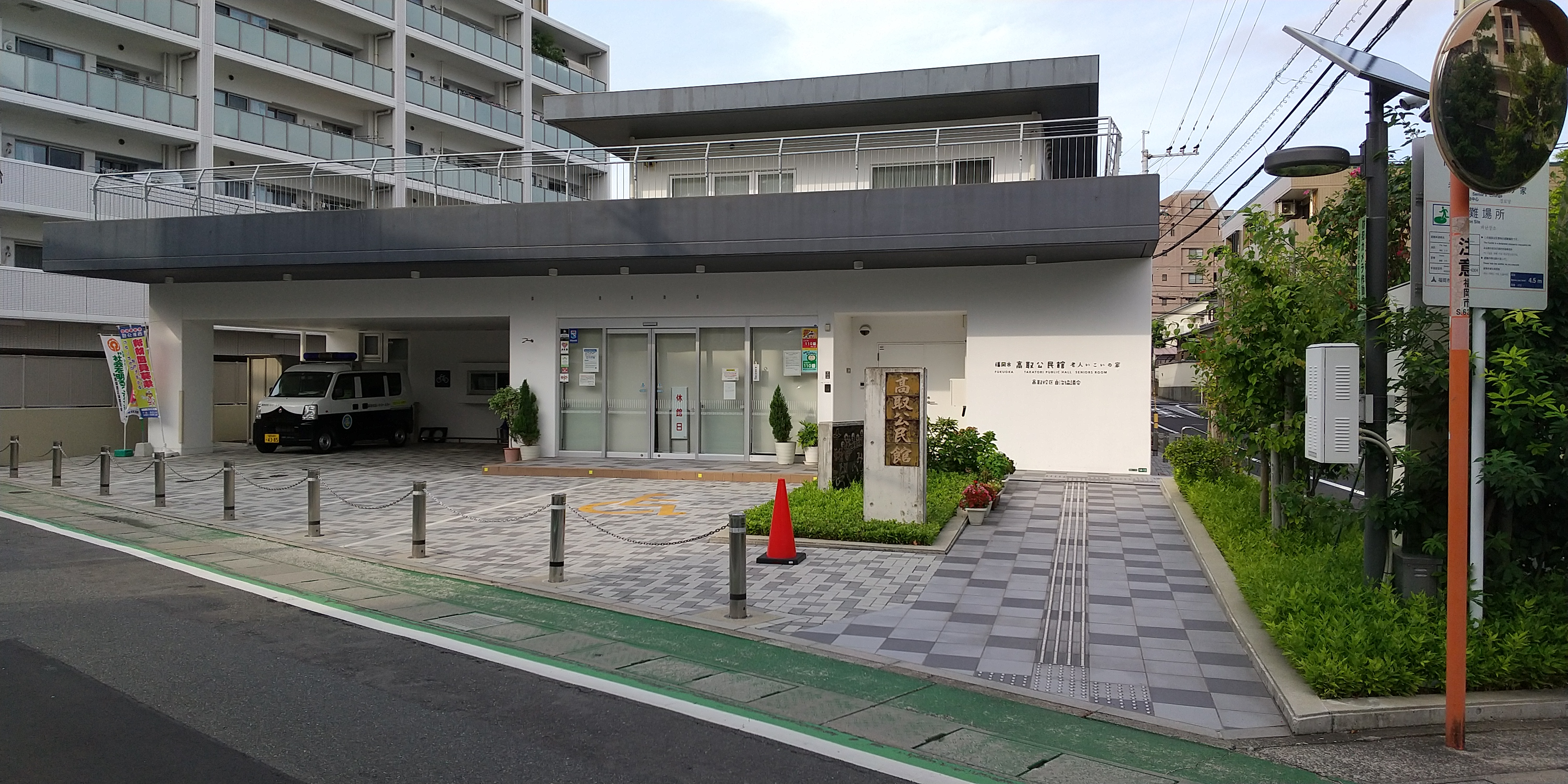
福岡市高取公民館
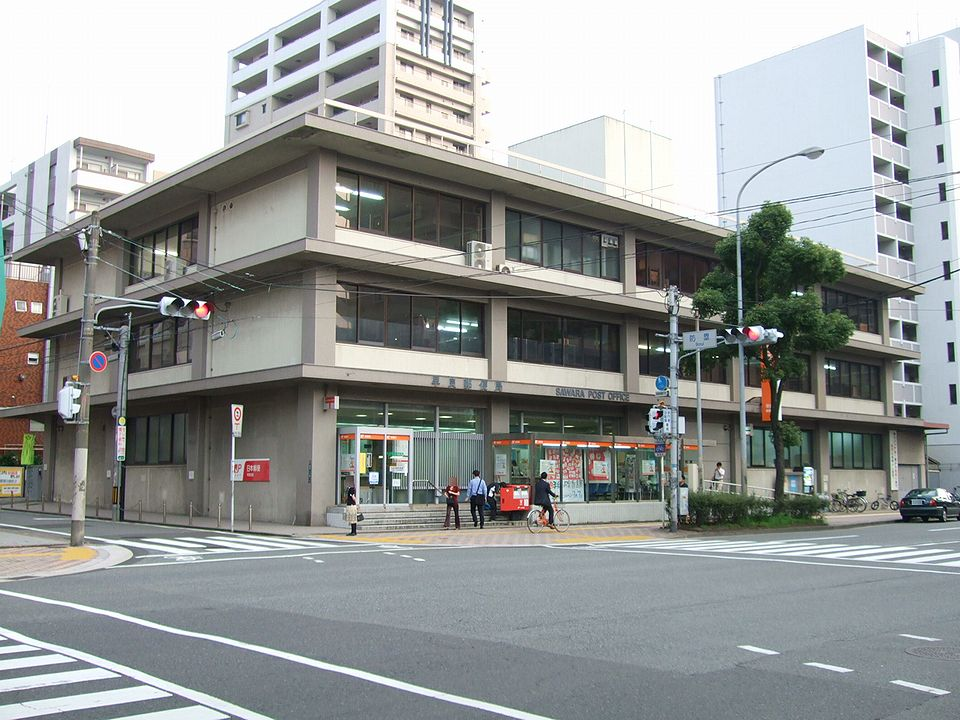
早良郵便局
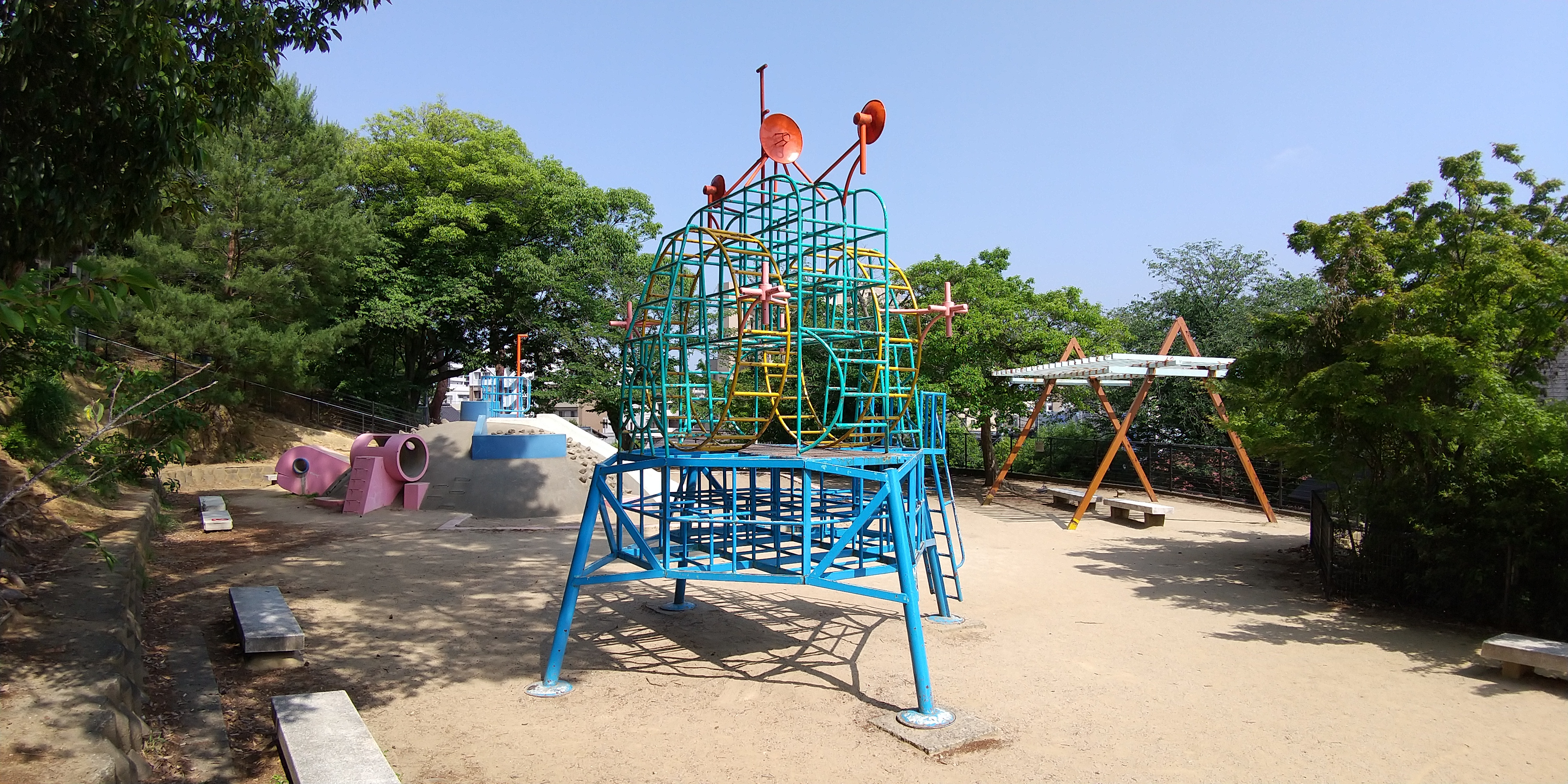
紅葉山公園
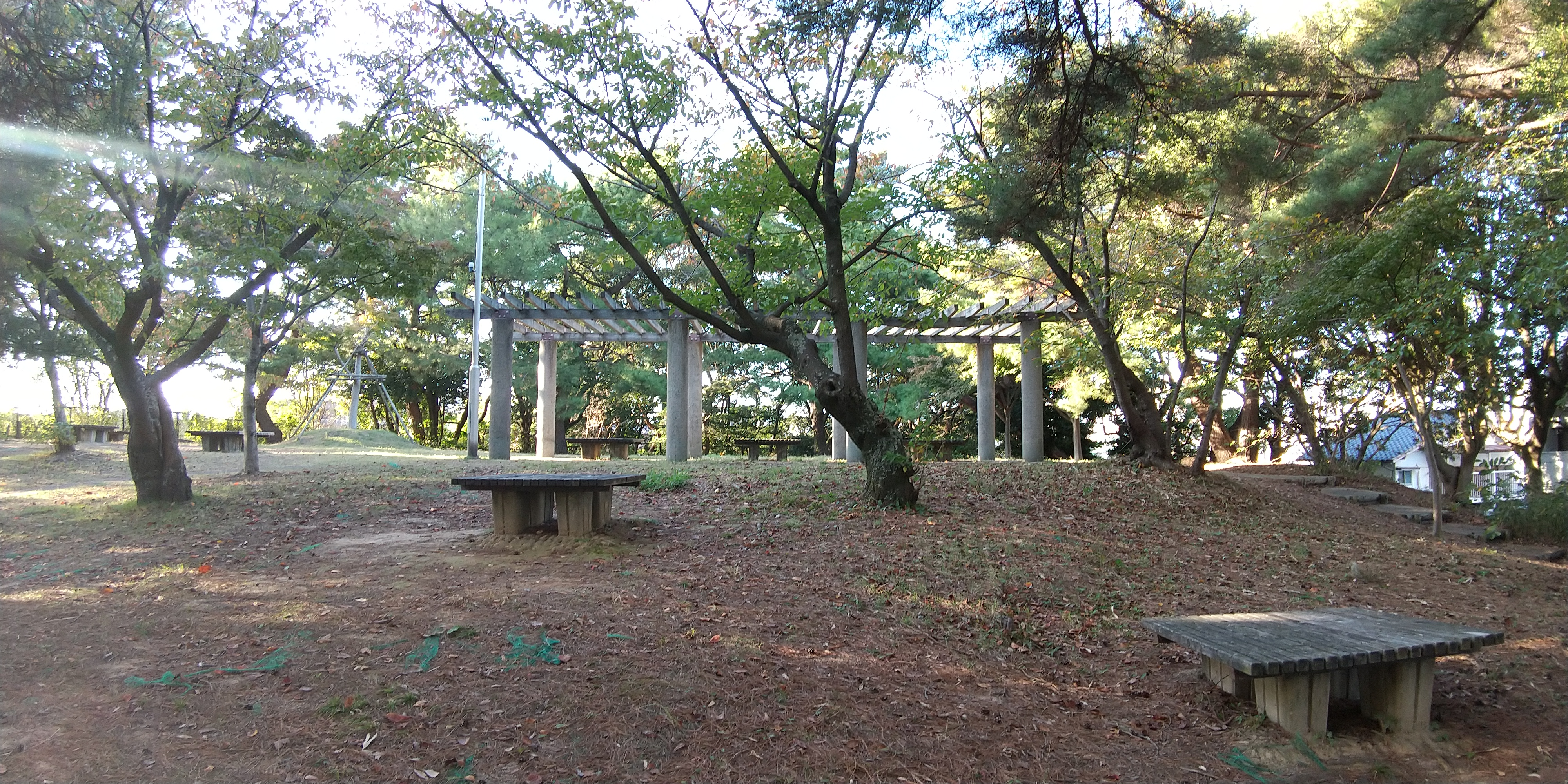
紅葉山公園の頂上

### 学校
町内に学校は存在しないが、校区については、小学校区、中学校区についてそれぞれ次の学校の校区に属する。
- 小学校：高取小学校（昭代二丁目）
- 中学校：高取中学校（原三丁目）

## 名所・旧跡
- 紅葉八幡宮
- 高取焼窯元（福岡県内の数か所で高取焼の技術が継承されている窯元の一つ、「味楽窯美術館」も併設されている。[11][注釈 4]）
- 伊佐家住宅（国登録文化財）[12]
- 藤崎遺跡[注釈 5]

名所・旧跡の写真
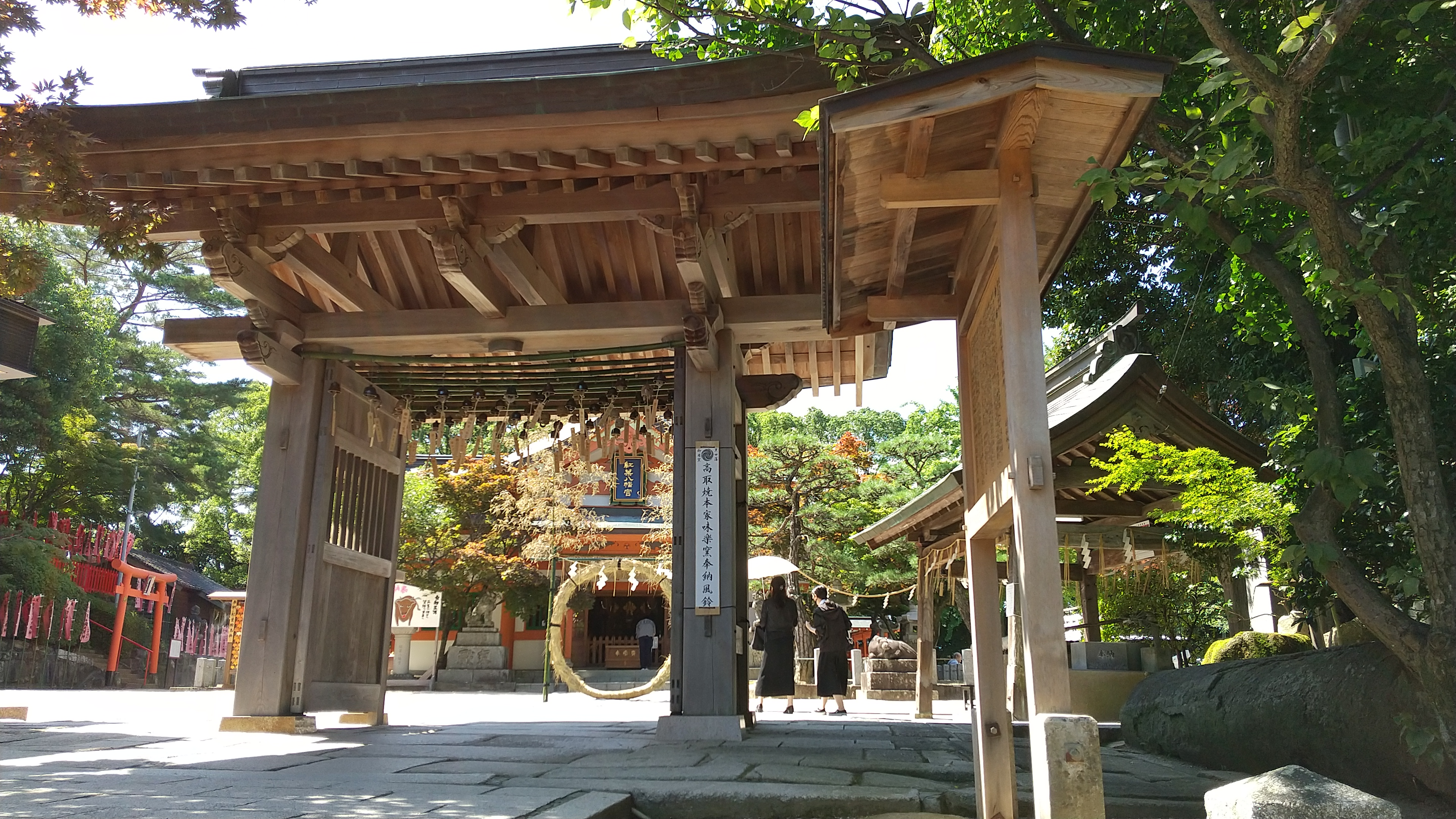
紅葉八幡宮
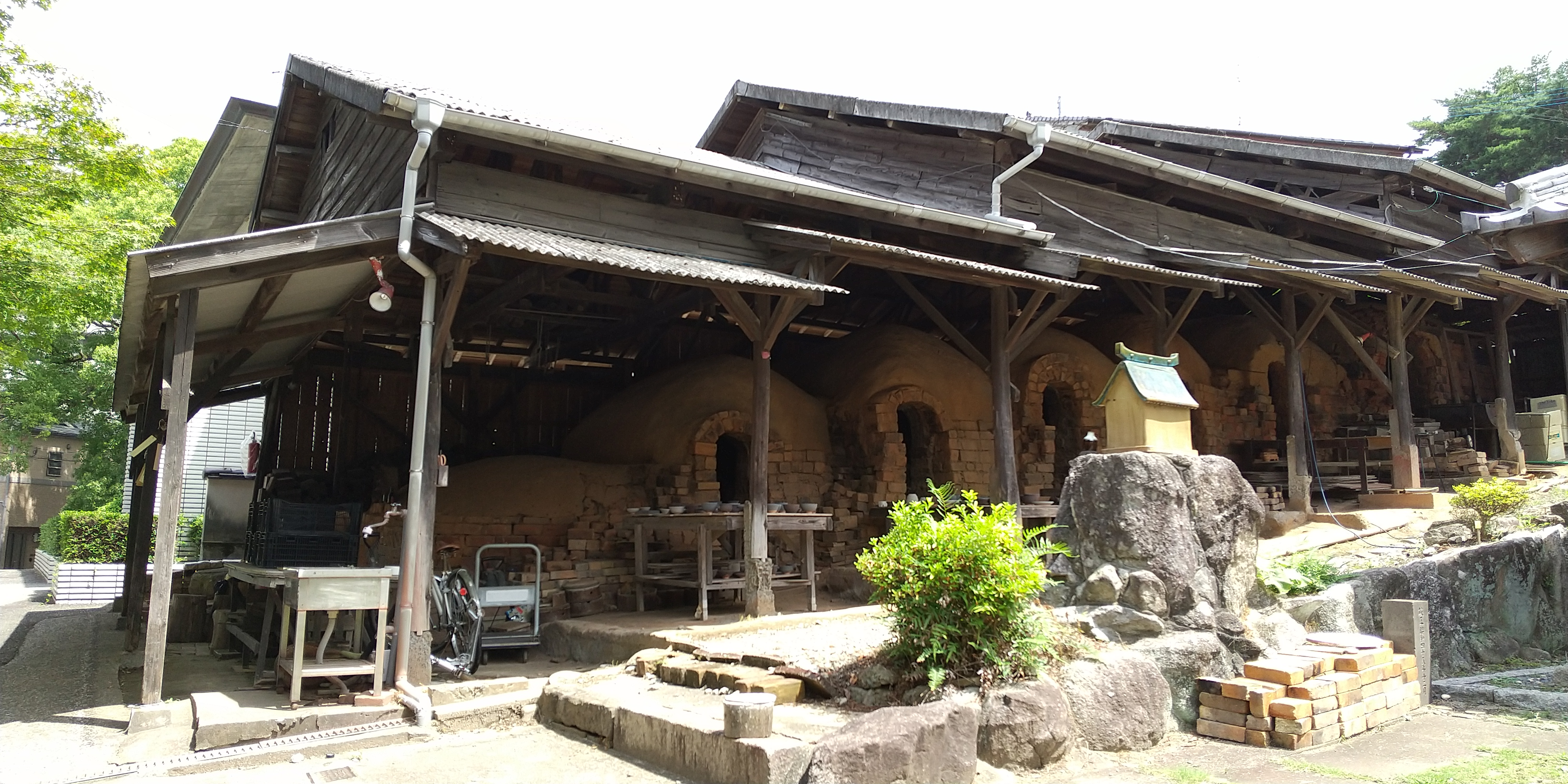
高取焼味楽窯の登窯
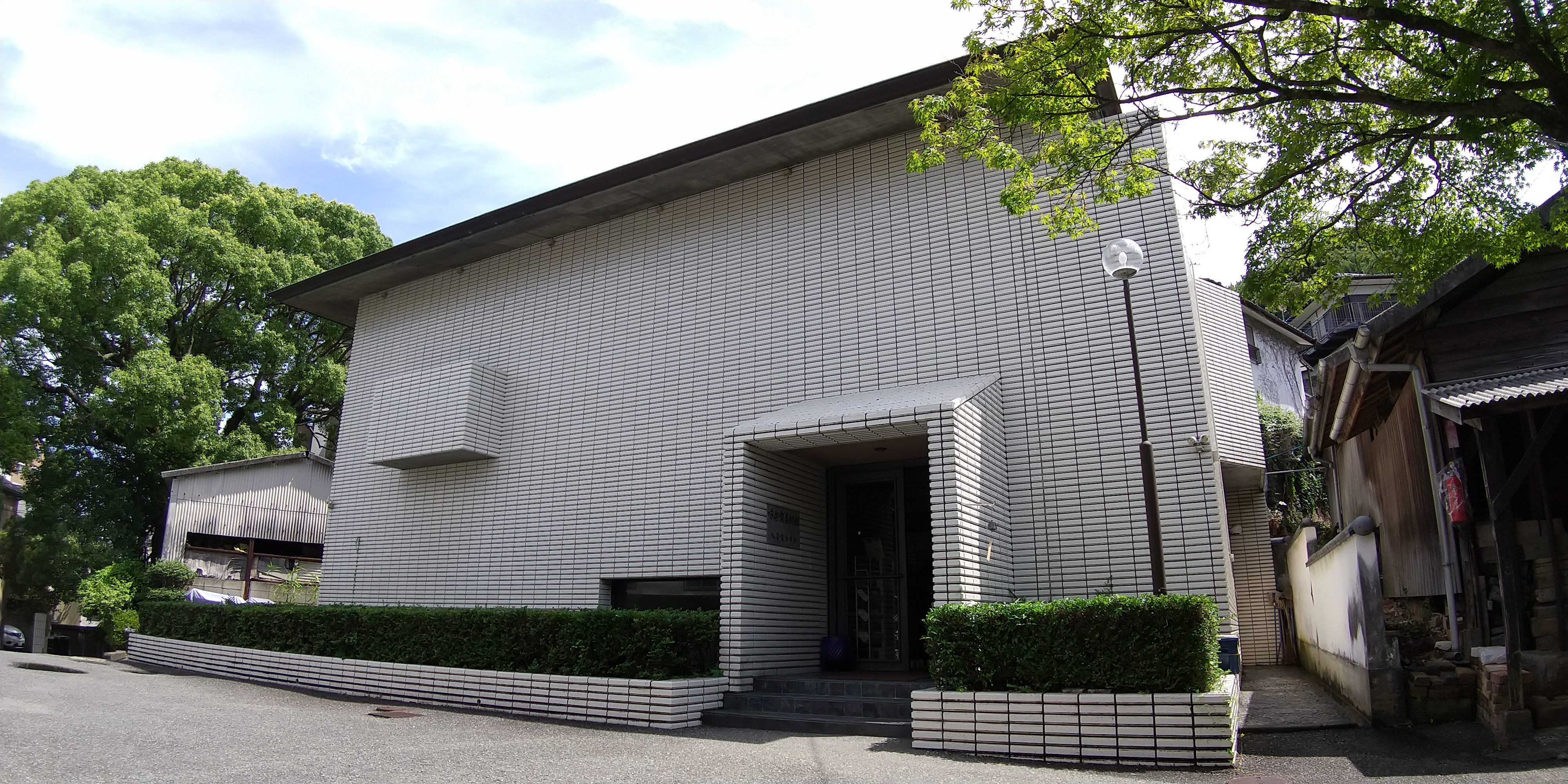
高取焼味楽窯の味楽窯美術館
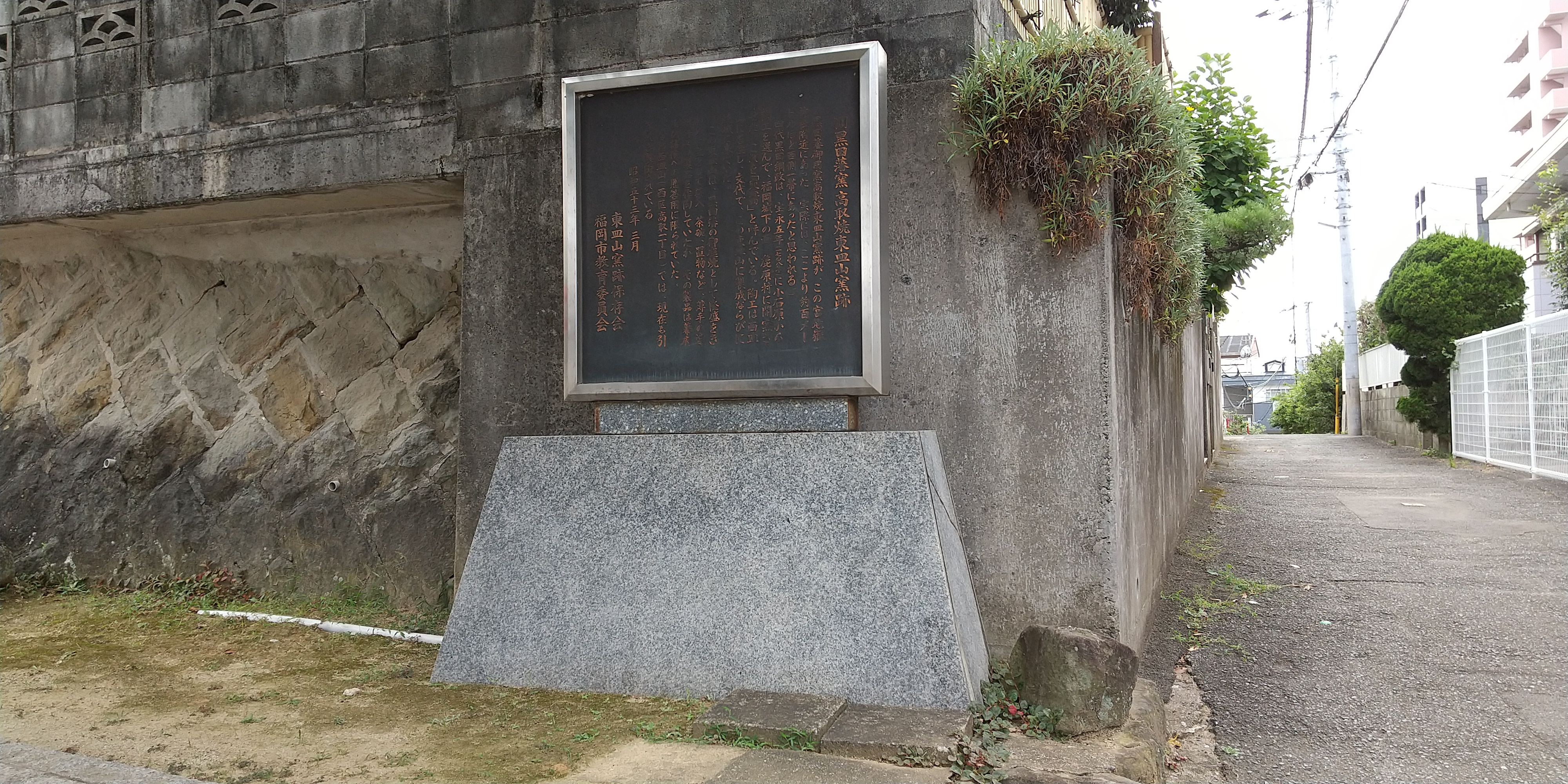
旧黒田藩窯高取焼東皿山窯跡（西新五丁目8番19号）
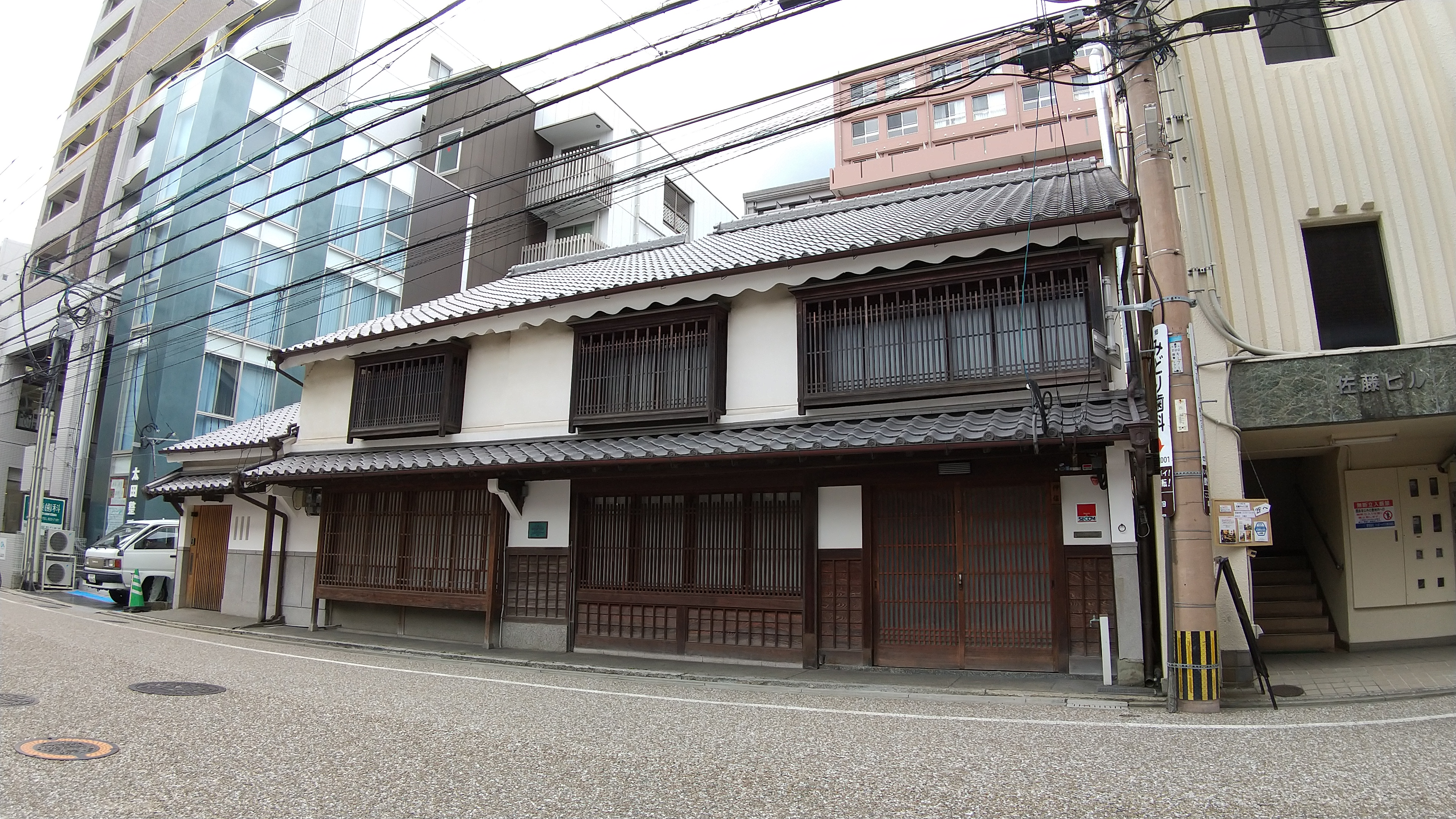
伊佐家住宅
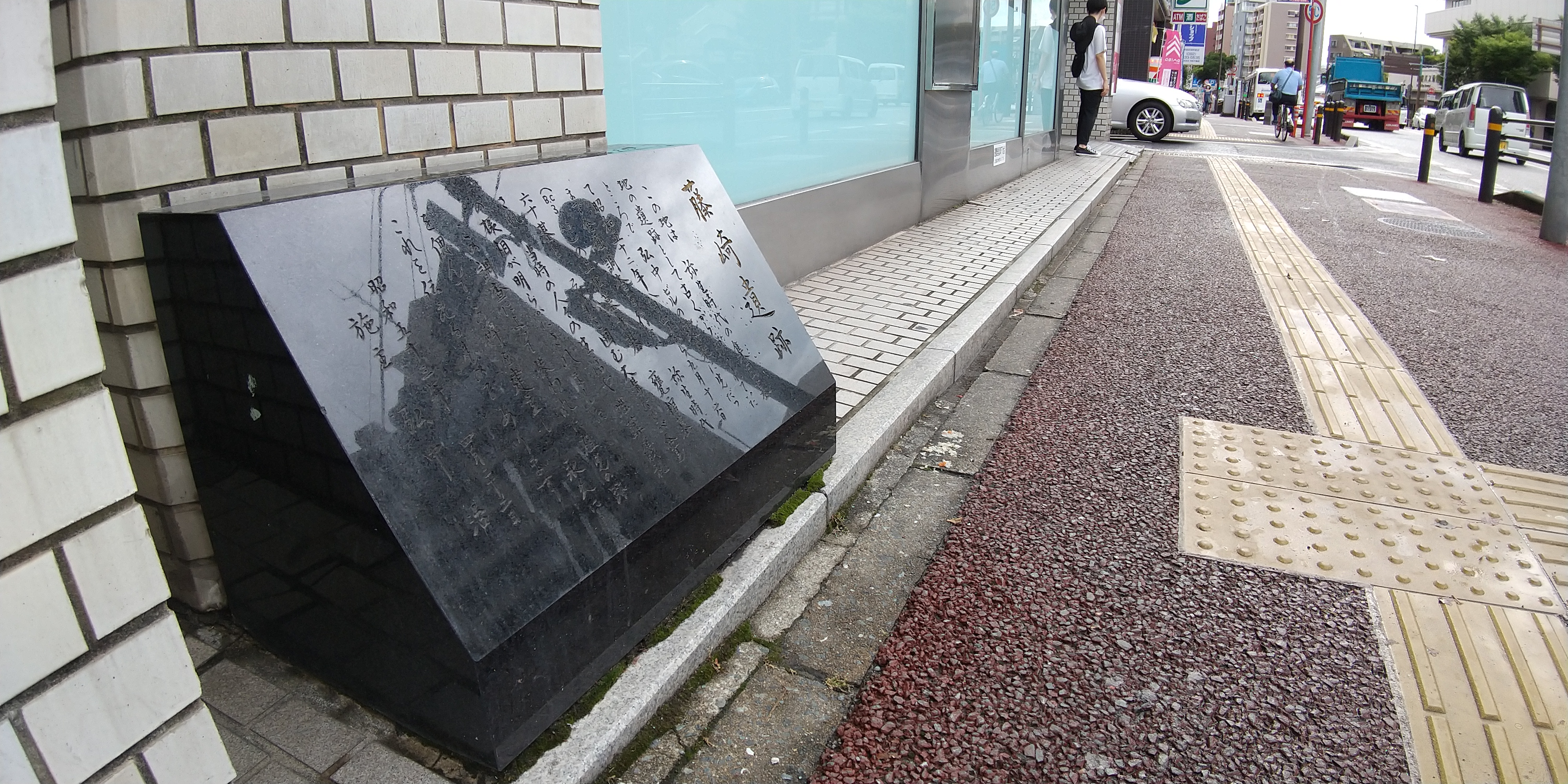
藤崎遺跡（高取、百道及び藤崎にまたがる範囲、石碑は高取二丁目17番37号）